# اللجنة المدرسية لمدينة مونتريال
اللجنة المدرسية لمدينة مونتريال (بالفرنسية: Commission scolaire de Montréal, CSDM)‏ هي مجلس مدارس في مونتريال. تم تأسيسه في 1 يناير 1998 بعد أن أصدرت حكومة كيبيك قانونا غير نظام المجالس التعليمية من طائفي إلى لغوي.

## وصلات خارجية
- اللجنة المدرسية لمدينة مونتريال (بالفرنسية)